# Vivienne Osborne
Pour les articles homonymes, voir Osborne.
Vera Vivienne Spragg — née le 10 décembre 1896 à Des Moines en Iowa, morte le 10 juin 1961 à Malibu en Californie — est une actrice américaine, connue sous le nom de scène de Vivienne Osborne, avec une carrière sur toute la première partie du XXe siècle au théâtre, puisun peu au cinéma muer et au cinéma parlant.

## Biographie

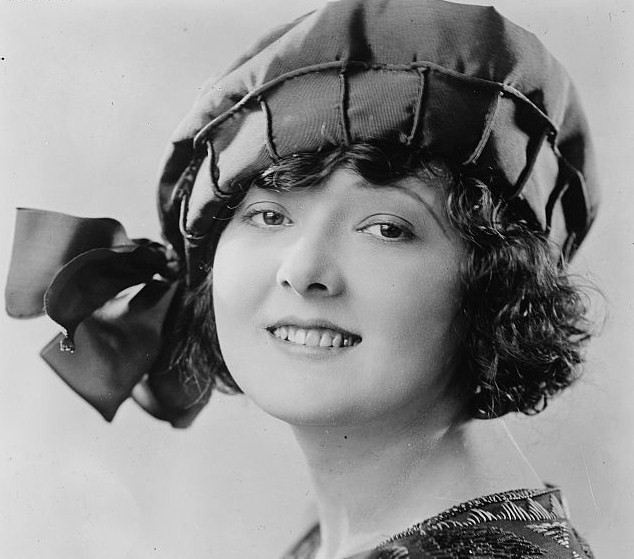
Photo promotionnelle de 1921

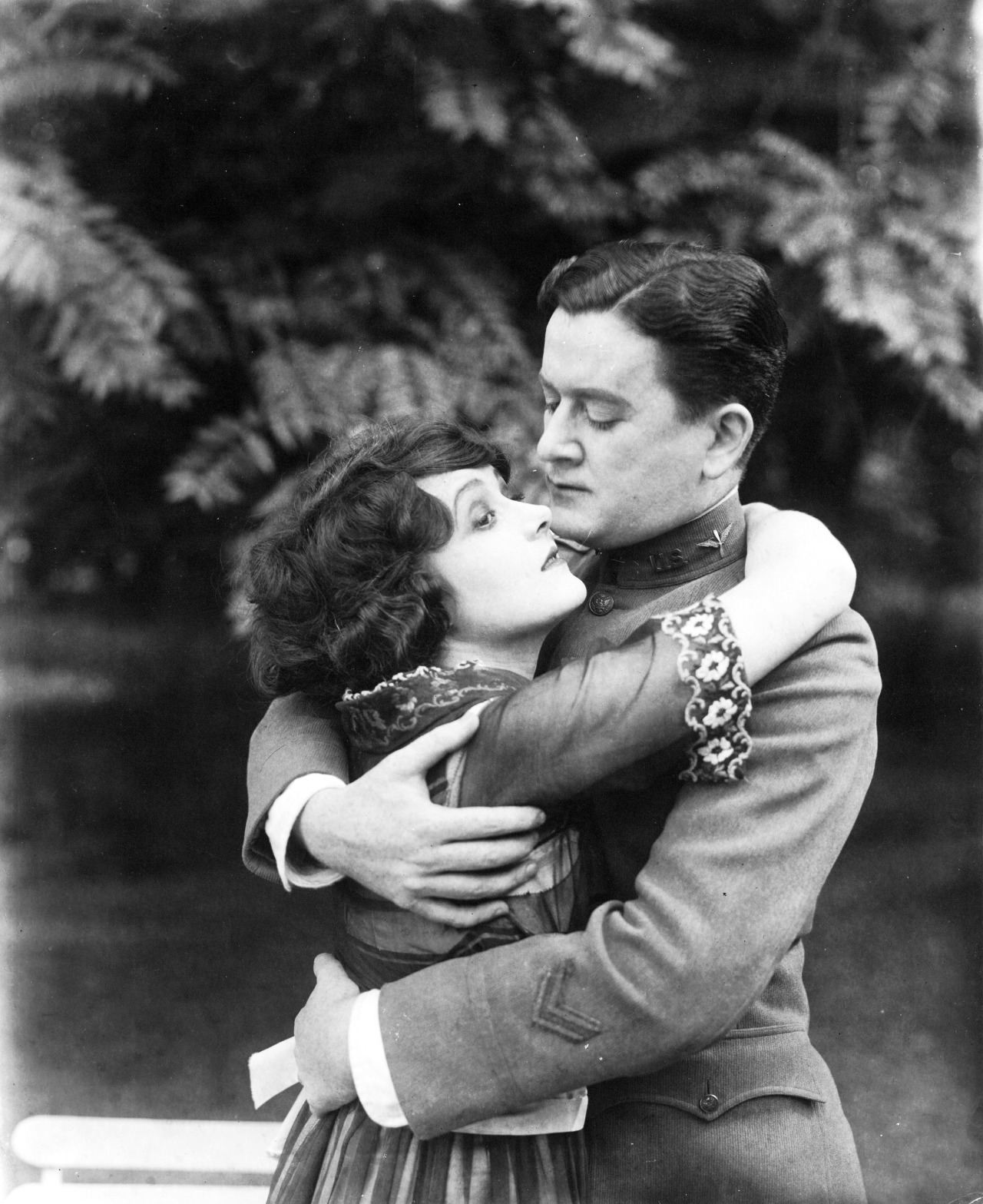
Avec Thomas Carrigan, dans Love's Flame (1920)

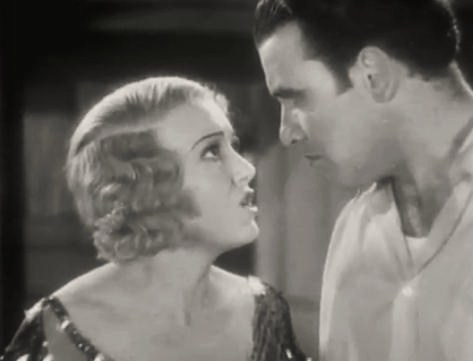
Avec Preston Foster, dans Two Seconds (1932)

Vivienne Osborne commence sa carrière sur scène à l'âge de 5 ans, et à 18 ans, elle avait déjà passé de nombreuses années à faire des tournées avec une compagnie de théâtre. Elle fait ses débuts à Broadway en 1919, et ses débuts à l'écran en 1919 dans un film qui n'est jamais sorti. Elle alterne théâtre et cinéma. Au cinéma, Vivienne Osborne contribue d'abord à moins d'une dizaine de films muets sortis de 1920 à 1922, dont The Restless Sex de Robert Z. Leonard (1920, avec Marion Davies et Carlyle Blackwell) et The Good Provider de Frank Borzage (1922, avec William Collier Jr.).
Elle ne revient à l'écran qu'après le passage au parlant, dans trente autres films américains sortis à partir de 1931, dont La Femme de sa vie d'Edward H. Griffith et George Cukor (1935, avec Joan Crawford et Robert Montgomery) et Primrose Path de Gregory La Cava (1940, avec Ginger Rogers et Joel McCrea). Son dernier film est Le Château du dragon de Joseph L. Mankiewicz (avec Gene Tierney et Vincent Price), sorti en 1946.
Au théâtre, elle joue notamment à Broadway (New York) dans quinze pièces représentées entre 1919 et 1934, dont une adaptation en 1923 du roman Scaramouche de Rafael Sabatini (avec Sidney Blackmer et Margalo Gillmore). S'y ajoute en 1928 la comédie musicale The Three Musketeers, adaptée du roman éponyme d'Alexandre Dumas (avec Douglass Dumbrille, Dennis King et Reginald Owen).
En jouant dans des comédies musicales, elle a montré qu'elle avait non seulement un talent d'artiste mais aussi une voix.
Elle meurt en 1961 à Los Angeles.

## Filmographie partielle
- 1920 : In Walked Mary de George Archainbaud : Betsy Caldwell
- 1920 : Love's Flame de Carl Gregory : Adele De Ronsard
- 1920 : Les Incomprises (The Restless Sex) de Robert Z. Leonard : Marie Cliff
- 1920 : In Walked Mary de George Archainbaud
- 1921 : Cameron of the Royal Mounted d'Henry MacRae : Mandy Haley
- 1921 : The Right Way de Sidney Olcott : la fiancée du jeune homme riche
- 1922 : The Good Provider de Frank Borzage : Pearl Binswanger
- 1931 : Beloved Bachelor de Lloyd Corrigan : Elinor Hunter
- 1932 : Week-End Marriage de Thornton Freeland : Shirley
- 1932 : Deux Secondes (Two Seconds) de Mervyn LeRoy : Shirley Day
- 1932 : The Dark Horse d'Alfred E. Green : Maybelle Blake
- 1932 : La vie commence (Life Begins) de James Flood et Elliott Nugent : Mme McGilvary
- 1932 : Two Kinds of Women de William C. de Mille : Helen
- 1932 : The Famous Ferguson Case de Lloyd Bacon : Mme Marcia Ferguson
- 1933 : Tomorrow at Seven (en) de Ray Enright : Martha Winters
- 1933 : The Phantom Broadcast de Phil Rosen : Elsa Evans
- 1933 : The Devil's in Love de William Dieterle : Rena Corday
- 1935 : La Femme de sa vie (No More Ladies) d'Edward H. Griffith et George Cukor : Lady Diana Knowleton
- 1936 : Chantons encore (Let's Sing Again) de Kurt Neumann : Rosa Donelli
- 1936 : Suivez votre cœur (Follow Your Heart) d'Aubrey Scotto: Gloria Forrester
- 1936 : Wives Never Know d'Elliott Nugent
- 1937 : Champagne valse (Champagne Waltz) d'A. Edward Sutherland : Comtesse Mariska
- 1937 : The Crime Nobody Saw de Charles Barton : Suzanne Duval
- 1940 : Capitaine Casse-Cou (Captain Caution) de Richard Wallace : Victorine
- 1940 : Le Lys du ruisseau (Primrose Path) de Gregory La Cava : Thelma
- 1944 : I Accuse My Parents (en) de Sam Newfield : Mme Wilson
- 1946 : Le Château du dragon (Dragonwick) de Joseph L. Mankiewicz : Johanna Van Ryn

## Théâtre à Broadway (intégrale)
(pièces, sauf mention contraire)
- 1919-1920 : The Whirlwind de George C. Hazelton et Ritter Brown : Bessie Van Ashton
- 1920 : The Bonehead de Frederic Arnold Krummer : Jean Brent
- 1921 : The Silver Fox de Ferencz Herczeg, adaptation de Cosmo Hamilton, mise en scène de William Faversham : Frankie Turner
- 1922-1923 : L'Enfant de l'amour (The Love Child) d'Henry Bataille, adaptation de Martin Brown : Aline De Mar
- 1923 : Scaramouche, adaptation du roman éponyme Rafael Sabatini : Climene
- 1924 : New Toys de Milton Herbert Gropper et Oscar Hammerstein II : Ruth Webb
- 1924 : The Blue Bandanna d'Hubert Osborne : la fille
- 1925 : Houses of Sand de G. Marion Burton : Mlle Kane
- 1925 : Aloma of the south seas de John B. Hymer et Le Roy Clemens : Aloma
- 1927 : Fog de John Willard : Eunice
- 1927 : One Glorious Hour d'Ella Barnett : Maria
- 1928 : Les Trois Mousquetaires (The Three Musketeers), comédie musicale produite par Florenz Ziegfeld, musique de Rudolf Friml, lyrics de Clifford Grey et P. G. Wodehouse, livret de William Anthony McGuire, d'après le roman éponyme d'Alexandre Dumas, mise en scène de Richard Boleslawski : Lady De Winter
- 1929 : Week-End d'Austin Parker : Marga Chapman
- 1930 : The Royal Virgin d'Harry Wagstaff Gribble : Comtesse de Rutland
- 1930 : As Good as New de Thompson Buchanan, mise en scène de Stanley Logan : Mme Violet Hargrave
- 1934 : Order Please d'Edward Childs Carpenter et Walter Hackett : Phoebe Weston